# École de gestion et d'administration de l'Armée de l'air
L’école de gestion et d’administration de l’Armée de l’air (EGAAA) était une école militaire française, de l'Armée de l'air, créée à l'été 2006 au sein du Groupement des écoles d’administration de l’Armée de l’air (GEAAA) et fusionnée en 2015 avec l'école de l'air.

## Formation
Elle assure la formation spécialisée sur une année des officiers du corps des bases de l'air des filières « Ressources humaines » et « Finances, soutien de l'homme ».
La raison de cette création était de rapprocher les officiers des bases de l'air qui faisaient carrière dans la branche administration, en termes d'instruction initiale, avec les commissaires de l'air formés au sein de l'École des commissaires de l'air, l'autre composante du groupement. Il convient à ce propos de relever que l'École des commissaires de l'air a été remplacée en 2013 par l'École des commissaires des armées, installée au même endroit à Salon-de-Provence, qui forme l'ensemble des commissaires de toutes les armées.
Auparavant, leur formation initiale était dispensée pour les spécialités « finances, logistique » ainsi que « ressources humaines » au sein du département « Administration Droit » de la division « Instruction des sciences humaines » de l'École de l'air.
Depuis 2006, en partenariat avec l'Institut de management public et de gouvernance territoriale d'Aix-en-Provence, les officiers élèves peuvent obtenir une licence de management public.

## Disparition
En 2013, le Groupement des écoles d’administration de l’Armée de l’air disparaît au profit d’une nouvelle École des commissaires des armées, école unique interarmées, organisant la formation des commissaires des trois armées, du Service de santé des armées (SSA) et de la Direction générale de l'Armement (DGA).
Depuis la rentrée du 24 août 2015, l’École de l’air évolue vers le nouveau format défini par le plan stratégique de l’armée de l’air (Unis pour « Faire Face »). Les formations initiales d’officiers jusque-là dispensées par l’École de l’air, par l’École militaire de l’air, par le Cours spécial de l’École de l’air et par le Cours spécial de formation des officiers sont désormais regroupées au sein d’une seule et unique école reprenant l’appellation originelle : École de l’air.